# Кирпичный Завод (Починковский район)
Кирпичный Завод — деревня в Починковском районе Смоленской области России. Входит в состав Мурыгинского сельского поселения. Население — 94 жителя (2007 год). 
Расположена в центральной части области в 12 км к северо-западу от Починка, в 1,5 км восточнее автодороги А141 Орёл — Витебск. В 6 км восточнее деревни расположена железнодорожная станция Пересна на линии Смоленск — Рославль.

## История
В годы Великой Отечественной войны деревня была оккупирована гитлеровскими войсками в июле 1941 года, освобождена в сентябре 1943 года.